# Joseph Gerdes
Joseph Hermann Gerdes (* 11. September 1884 in Vreden; † 4. November 1959 in Münster) war ein deutscher Landrat.

## Leben und Wirken
Joseph Gerdes besuchte das Engelbert-Kaempfer-Gymnasium in Lemgo bis zur Obersekundareife und wechselte danach zur Seefahrtschule in Bremen. Er wurde Kapitän und war im Ersten Weltkrieg als Oberleutnant Kommandant eines Torpedobootes.
Nach dem Krieg nahm er eine Tätigkeit in einem Sägewerk in Hamm auf und wurde dann arbeitslos. Zum 24. Juni 1925 trat er der NSDAP bei (Mitgliedsnummer 8.711) und gründete die NSDAP-Ortsgruppe Verden/Aller. Im gleichen Jahr trat er in die SA ein. Gerdes fand am 1. Juni 1926 als städtischer Angestellter eine Beschäftigung und wurde der erste Direktor der Halle Münsterland.
Am 28. November 1933 erhielt er den Auftrag der vertretungsweisen Verwaltung des Landratsamtes Warendorf. Am 11. Mai 1934 zunächst kommissarisch, war die definitive Ernennung zum Landrat des Kreises Warendorf am 17. August 1934. Ab 1935 war Gerdes Hauptsturmführer (SA). Von 1934 bis 1938 war er Gauinspekteur der NSDAP.
Geerdes war vom 12. bis 25. Januar 1942 vertretungsweise Landrat in Beckum sowie mit Unterbrechungen vom 26. Januar 1942 bis 1945 Landrat in Tecklenburg. Das Landratsamt für den Kreis Warendorf hatte er bis zum 31. März 1945 inne, als er mit dem Bürgermeister von Warendorf Wilhelm Haase aus der Stadt floh.